# Discografia di Selena Gomez
La discografia di Selena Gomez, cantante pop statunitense, è costituita da quattro album in studio, due raccolte, due EP e quarantasette singoli, pubblicati a partire dal 2008.
Ad essi vanno inoltre conteggiati oltre cinquanta video musicali.

## Album

### Album in studio
| Anno | Titolo | Classifiche | Classifiche | Classifiche | Classifiche | Classifiche | Classifiche | Classifiche | Classifiche | Classifiche | Classifiche | Classifiche | Certificazioni |
| Anno | Titolo | USA         | AUS         | CAN         | DNK         | FRA         | ITA         | GER         | NOR         | NZL         | SWE         | UK          | Certificazioni |
| ---- | --- | ----------- | ----------- | ----------- | ----------- | ----------- | ----------- | ----------- | ----------- | ----------- | ----------- | ----------- | --- |
| 2013 | Stars Dance - Pubblicato: 19 luglio 2013 - Etichetta: Hollywood - Formati: CD, download digitale                                                   | 1           | 8           | 1           | 2           | 12          | 4           | 4           | 1           | 5           | 46          | 14          | - CAN: Oro - MEX: Platino |
| 2015 | Revival - Pubblicato: 9 ottobre 2015 - Etichetta: Interscope - Formati: CD, download digitale, streaming                                           | 1           | 3           | 2           | 6           | 8           | 8           | 12          | 2           | 2           | 8           | 11          | - AUT: Platino - CAN: Oro - DNK: Platino - MEX: Platino (2) - NOR: Platino (3) - POL: Platino - UK: Oro - USA: Platino - SWE: Platino |
| 2020 | Rare - Pubblicato: 10 gennaio 2020 - Etichetta: Interscope - Formati: CD, LP, MC, download digitale, streaming                                     | 1           | 1           | 1           | 5           | 6           | 6           | 3           | 1           | 2           | 7           | 2           | - DNK: Oro - NOR: Platino - UK: Oro                                                                                                   |
| 2025 | I Said I Love You First (con Benny Blanco) - Pubblicato: 21 marzo 2025 - Etichetta: Interscope - Formati: CD, LP, MC, download digitale, streaming | 2           | 5           |             |             |             | 48          |             | 10          |             |             | 4           | |

### Raccolte
| Anno | Titolo | Classifiche | Classifiche | Classifiche | Classifiche | Classifiche | Classifiche | Classifiche | Classifiche | Classifiche | Classifiche | Certificazioni |
| Anno | Titolo | USA         | AUT         | BEL (FL)    | BEL (WA)    | FRA         | IRL         | ITA         | NOR         | SPA         | UK          | Certificazioni |
| ---- | --- | ----------- | ----------- | ----------- | ----------- | ----------- | ----------- | ----------- | ----------- | ----------- | ----------- | -------------- |
| 2014 | For You - Pubblicato: 24 novembre 2014 - Etichetta: Hollywood - Formati: CD, download digitale                        | 24          | 73          | 40          | 67          | 80          | 95          | 34          | 37          | 40          | 64          | - MEX: Oro     |
| 2021 | Love You Like a Love Song, Come & Get It, and More - Pubblicato: 20 agosto 2021 - Etichetta: UMG - Formati: streaming | —           | —           | —           | —           | —           | —           | —           | —           | —           | —           |                |

## Extended play
| Anno                                                                                               | Titolo | Classifiche | Classifiche | Classifiche | Classifiche | Classifiche | Classifiche |
| Anno                                                                                               | Titolo | USA         | BEL (FL)    | BEL (WA)    | CAN         | ITA         | UK          |
| -------------------------------------------------------------------------------------------------- | --- | ----------- | ----------- | ----------- | ----------- | ----------- | ----------- |
| 2009                                                                                               | Another Cinderella Story EP - Pubblicato: 16 giugno 2009 - Etichetta: Razor & Tie - Formati: download digitale | —           | —           | —           | —           | —           | —           |
| 2015                                                                                               | For You - Pubblicato: 1º gennaio 2015 - Etichetta: Hollywood - Formati: streaming                              | —           | —           | —           | —           | —           | —           |
| 2020                                                                                               | Selena × Votes - Pubblicato: 30 ottobre 2020 - Etichetta: Interscope - Formati: download digitale, streaming   | —           | —           | —           | —           | —           | —           |
| 2021                                                                                               | Revelación - Pubblicato: 12 marzo 2021 - Etichetta: Interscope - Formati: CD, LP, download digitale, streaming | 22          | 19          | 18          | 38          | 33          | 28          |
| "—" indica una pubblicazione che non si è classificata o che non è stata pubblicata in quel Paese. | |             |             |             |             |             |             |

## Singoli

### Come artista principale
| Anno                                                                                               | Titolo                                                            | Classifiche | Classifiche | Classifiche | Classifiche | Classifiche | Classifiche | Classifiche | Classifiche | Classifiche | Classifiche | Classifiche | Certificazioni | Album di provenienza     |
| Anno                                                                                               | Titolo                                                            | USA         | AUS         | CAN         | DNK         | FRA         | GER         | ITA         | NOR         | NZL         | SWE         | UK          | Certificazioni | Album di provenienza     |
| -------------------------------------------------------------------------------------------------- | ----------------------------------------------------------------- | ----------- | ----------- | ----------- | ----------- | ----------- | ----------- | ----------- | ----------- | ----------- | ----------- | ----------- | --- | ------------------------ |
| 2008                                                                                               | Tell Me Something I Don't Know                                    | 58          | —           | —           | —           | —           | —           | —           | —           | —           | —           | —           | | Another Cinderella Story |
| 2009                                                                                               | Magic                                                             | 61          | —           | 80          | —           | —           | —           | —           | 5           | —           | —           | 90          | | Wizards of Waverly Place |
| 2013                                                                                               | Come & Get It                                                     | 6           | 46          | 6           | 34          | 34          | 58          | 66          | 16          | 14          | —           | 8           | - AUS: Platino (2) - CAN: Platino (2) - DNK: Oro - MEX: Oro - NOR: Platino - NZL: Oro - UK: Oro - USA: Platino (3)                                                                                       | Stars Dance              |
| 2013                                                                                               | Slow Down                                                         | 27          | 93          | 29          | —           | 31          | —           | 92          | —           | —           | —           | 106         | - USA: Platino - AUS: Oro | Stars Dance              |
| 2014                                                                                               | The Heart Wants What It Wants                                     | 6           | 33          | 6           | 9           | 30          | 53          | 80          | 13          | 19          | 53          | 30          | - CAN: Platino - DNK: Oro - ITA: Oro - NOR: Platino (4) - SWE: Oro - UK: Argento - USA: Platino - AUS: Platino                                                                                           | For You                  |
| 2015                                                                                               | Good for You (feat. ASAP Rocky)                                   | 5           | 10          | 8           | 11          | 14          | 29          | 26          | 9           | 14          | 24          | 23          | - AUS: Platino (5) - CAN: Platino (2) - DNK: Platino - ITA: Platino - GER: Oro - MEX: Oro - NOR: Platino (3) - NZL: Oro - POL: Platino - SWE: Platino (2) - UK: Platino - USA: Platino (3)               | Revival                  |
| 2015                                                                                               | Same Old Love                                                     | 5           | 33          | 6           | 23          | 26          | 56          | 49          | 37          | 42          | 38          | 81          | - BRA: Platino (2) - CAN: Platino (2) - DNK: Platino - GER: Oro - ITA: Platino - NOR: Platino (2) - POL: Platino (2) - SWE: Platino - UK: Argento - USA: Platino (3) - AUS: Platino (2)                  | Revival                  |
| 2016                                                                                               | Hands to Myself                                                   | 7           | 13          | 23          | 22          | 118         | 52          | 38          | 18          | 5           | 20          | 14          | - CAN: Platino - DNK: Platino - AUS: Platino (4) - ITA: Platino - NOR: Platino - SWE: Platino (2) - UK: Platino - USA: Platino (2)                                                                       | Revival                  |
| 2016                                                                                               | Kill Em with Kindness                                             | 39          | 33          | 14          | 30          | 149         | 39          | 37          | 33          | 28          | 34          | 35          | - DNK: Oro - GER: Oro - ITA: Platino (2) - NOR: Platino - POL: Oro - SWE: Platino - UK: Oro - USA: Platino - AUS: Platino (2)                                                                            | Revival                  |
| 2017                                                                                               | It Ain't Me (con Kygo)                                            | 10          | 4           | 2           | 2           | 8           | 2           | 8           | 1           | 3           | 2           | 7           | - AUT: Platino - CAN: Platino (9) - DNK: Platino (2) - FRA: Diamante - ITA: Platino (3) - NOR: Platino (7) - POL: Platino (3) - SWE: Platino (7) - UK: Platino (2) - USA: Platino (3) - AUS: Platino (5) | /                        |
| 2017                                                                                               | Bad Liar                                                          | 20          | 13          | 15          | —           | —           | 36          | 47          | —           | —           | 23          | 35          | - CAN: Platino - DNK: Oro - ITA: Oro - NOR: Platino - SWE: Oro - UK: Oro - USA: Platino - AUS: Platino (3)                                                                                               | /                        |
| 2017                                                                                               | Fetish (feat. Gucci Mane)                                         | 27          | 23          | 10          | —           | —           | —           | 53          | —           | —           | —           | 33          | - CAN: Platino - DNK: Oro - FRA: Oro - ITA: Oro - NOR: Platino - SWE: Oro - UK: Argento - USA: Platino - AUS: Platino (2)                                                                                | /                        |
| 2017                                                                                               | Wolves (con Marshmello)                                           | 20          | 5           | 7           | 8           | 32          | 11          | 28          | 5           | 10          | 7           | 9           | - BRA: Platino (2) - CAN: Platino (3) - FRA: Platino - GER: Platino - ITA: Platino - MEX: Platino - NOR: Platino (3) - SWE: Platino (2) - UK: Platino - USA: Platino (2) - AUS: Platino (7)              | /                        |
| 2018                                                                                               | Back to You                                                       | 18          | 4           | 4           | 12          | 51          | 19          | 49          | 10          | 8           | 14          | 13          | - BRA: Oro - CAN: Platino (3) - IFPI DNK: Platino - GER: Oro - ITA: Oro - MEX: Platino - NOR: Platino (3) - SWE: Platino - UK: Platino - USA: Platino (2) - AUS: Platino (5)                             | /                        |
| 2018                                                                                               | I Can't Get Enough (con Benny Blanco, Tainy e J Balvin)           | 66          | 43          | 33          | —           | 91          | 53          | 53          | —           | —           | 53          | 42          | - CAN: Platino - FRA: Oro - USA: Oro | /                        |
| 2019                                                                                               | Lose You to Love Me                                               | 1           | 2           | 1           | 8           | 32          | 7           | 24          | 2           | 2           | 6           | 3           | - CAN: Platino (2) - DNK: Platino - FRA: Oro - ITA: Oro - NOR: Platino (2) - POL: Oro - SWE: Platino - UK: Platino - USA: Platino (3) - AUS: Platino (5)                                                 | Rare                     |
| 2019                                                                                               | Look at Her Now                                                   | 27          | 29          | 13          | —           | 44          | 43          | —           | 15          | 23          | 53          | 26          | - NOR: Oro - AUS: Platino | Rare                     |
| 2020                                                                                               | Rare                                                              | 30          | 22          | 21          | 36          | 73          | 42          | 85          | 29          | 28          | 44          | 28          | - CAN: Oro - NOR: Oro - UK: Argento - AUS: Platino | Rare                     |
| 2020                                                                                               | Boyfriend                                                         | 59          | 60          | 66          | —           | 159         | 42          | —           | —           | —           | —           | 55          | | Rare                     |
| 2020                                                                                               | Past Life (Remix) (con Trevor Daniel)                             | 77          | —           | 68          | —           | —           | —           | —           | —           | —           | —           | —           | - CAN: Oro - USA: Oro | /                        |
| 2020                                                                                               | Ice Cream (con le Blackpink)                                      | 13          | 16          | 11          | —           | 135         | 78          | —           | —           | 18          | 78          | 39          | - CAN: Oro | The Album                |
| 2021                                                                                               | De Una Vez                                                        | 92          | —           | 91          | —           | —           | —           | —           | —           | —           | —           | —           | | Revelación               |
| 2021                                                                                               | Baila Conmigo (con Rauw Alejandro)                                | 78          | —           | 68          | —           | 187         | 86          | —           | —           | —           | —           | —           | | Revelación               |
| 2021                                                                                               | Selfish Love (con DJ Snake)                                       | 105         | —           | 71          | —           | 54          | —           | —           | —           | —           | —           | 93          | - FRA: Oro | Revelación               |
| 2021                                                                                               | 999 (con Camilo)                                                  | —           | —           | —           | —           | —           | —           | —           | —           | —           | —           | —           | | /                        |
| 2022                                                                                               | Let Somebody Go (con i Coldplay)                                  | 91          | 66          | 45          | —           | 115         | 74          | —           | 19          | 4           | 28          | 24          | - UK: Argento | Music of the Spheres     |
| 2022                                                                                               | Calm Down (Remix) (con Rema)                                      | 3           | 11          | 1           | 38          | 2           | 15          | 26          | —           | 10          | 55          | 4           | - CAN: Platino (7) - AUS: Platino (8) | /                        |
| 2022                                                                                               | My Mind & Me                                                      | 83          | —           | 63          | —           | —           | —           | —           | —           | —           | —           | 78          | | /                        |
| 2023                                                                                               | Single Soon                                                       | 19          | 26          | 17          | —           | 66          | 68          | —           | —           | —           | —           | 21          | - AUS: Platino | /                        |
| 2024                                                                                               | Love On                                                           | 56          | —           | 56          | —           | —           | —           | —           | —           | —           | —           | 61          | | /                        |
| 2024                                                                                               | Mi Camino                                                         | —           | —           | —           | —           | —           | —           | —           | —           | —           | —           | —           | | Emilia Pérez             |
| 2025                                                                                               | Call Me When You Break Up (con Benny Blanco feat. Gracie Abrams)  | —           | —           | —           | —           | —           | —           | —           | —           | —           | —           | —           | | I Said I Love You First  |
| 2025                                                                                               | Younger and Hotter than Me (con Benny Blanco feat. Gracie Abrams) | —           | —           | —           | —           | —           | —           | —           | —           | —           | —           | —           | | I Said I Love You First  |
| "—" indica una pubblicazione che non si è classificata o che non è stata pubblicata in quel Paese. |                                                                   |             |             |             |             |             |             |             |             |             |             |             | |                          |

- Singoli promozionali

| Anno | Titolo                                                     | Classifiche | Classifiche | Classifiche | Classifiche | Classifiche | Classifiche | Classifiche | Classifiche | Certificazioni        | Album di provenienza       |
| Anno | Titolo                                                     | USA         | AUS         | CAN         | FRA         | GER         | NOR         | SWE         | UK          | Certificazioni        | Album di provenienza       |
| ---- | ---------------------------------------------------------- | ----------- | ----------- | ----------- | ----------- | ----------- | ----------- | ----------- | ----------- | --------------------- | -------------------------- |
| 2009 | Send It On (con Miley Cyrus, Jonas Brothers e Demi Lovato) | 20          | —           | —           | —           | —           | —           | —           | —           |                       | /                          |
| 2010 | Shake It Up                                                | 109         | —           | —           | —           | —           | —           | —           | —           |                       | Shake It Up: Break It Down |
| 2015 | Me & the Rhythm                                            | 106         | —           | 57          | 143         | —           | —           | —           | —           |                       | Revival                    |
| 2020 | Feel Me                                                    | 98          | 49          | 56          | 175         | 63          | 32          | 71          | 89          | - NOR: Oro - AUS: Oro | Rare                       |
| 2025 | Scared Of Loving You (con Benny Blanco)                    | —           | —           | —           | —           | —           | —           | —           |             |                       | I Said I Love You First    |
| 2025 | Sunset Blvd (con Benny Blanco)                             | —           | —           | —           | —           | —           | —           | —           |             |                       | I Said I Love You First    |

### Come artista ospite
| Anno                                                                                               | Titolo                                                                           | Classifiche | Classifiche | Classifiche | Classifiche | Classifiche | Classifiche | Classifiche | Classifiche | Classifiche | Classifiche | Certificazioni | Album di provenienza   |
| Anno                                                                                               | Titolo                                                                           | USA         | AUS         | CAN         | DEN         | FRA         | GER         | ITA         | NOR         | SWE         | UK          | Certificazioni | Album di provenienza   |
| -------------------------------------------------------------------------------------------------- | -------------------------------------------------------------------------------- | ----------- | ----------- | ----------- | ----------- | ----------- | ----------- | ----------- | ----------- | ----------- | ----------- | --- | ---------------------- |
| 2009                                                                                               | Whoa Oh! (Me vs. Everyone) (Remix) (Forever the Sickest Kids feat. Selena Gomez) | —           | —           | —           | —           | —           | —           | —           | —           | —           | —           | | /                      |
| 2015                                                                                               | I Want You to Know (Zedd feat. Selena Gomez)                                     | 17          | 22          | 19          | 25          | 61          | 39          | 49          | 15          | 23          | 14          | - AUS: Oro - DNK: Oro - ITA: Oro - SWE: Platino - UK: Argento - USA: Platino                                                                                          | True Colors            |
| 2016                                                                                               | We Don't Talk Anymore (Charlie Puth feat. Selena Gomez)                          | 9           | 10          | 11          | 13          | 8           | 52          | 1           | 10          | 13          | 14          | - AUS: Platino (6) - CAN: Platino (4) - DNK: Platino (2) - FRA: Platino - GER: Oro - ITA: Platino (5) - NZL: Oro - SPA: Platino (2) - UK: Platino - USA: Platino (4)  | Nine Track Mind        |
| 2016                                                                                               | Trust Nobody (Cashmere Cat feat. Selena Gomez)                                   | 103         | 46          | 61          | —           | 174         | —           | 92          | —           | —           | 92          | - USA: Oro | 9                      |
| 2016                                                                                               | Hands (come Artisti Vari)                                                        | —           | —           | —           | —           | —           | —           | —           | —           | —           | —           | | /                      |
| 2018                                                                                               | Taki Taki (DJ Snake feat. Selena Gomez, Ozuna & Cardi B)                         | 11          | 24          | 7           | 8           | 2           | 8           | 2           | 15          | 10          | 15          | - AUT: Oro - CAN: Platino (3) - DNK: Platino - FRA: Diamante - GER: Platino - ITA: Platino (2) - MEX: Platino (3) - NOR: Platino (2) - UK: Platino - USA: Platino (4) | Carte blanche          |
| 2019                                                                                               | Anxiety (Julia Michaels feat. Selena Gomez)                                      | —           | 67          | 69          | —           | —           | —           | —           | —           | —           | —           | - CAN: Oro | Inner Monologue, Pt. 1 |
| "—" indica una pubblicazione che non si è classificata o che non è stata pubblicata in quel Paese. |                                                                                  |             |             |             |             |             |             |             |             |             |             | |                        |

## Videografia

### Come artista musicale
| Anno | Titolo                                     | Altri artisti                            | Regista           |
| ---- | ------------------------------------------ | ---------------------------------------- | ----------------- |
| 2008 | Tell Me Something I Don't Know             | /                                        | Elliott Lester    |
| 2009 | New Classic                                | Drew Seeley                              | Kenny Stoff       |
| 2009 | One and the Same                           | Demi Lovato                              | Brandon Dickerson |
| 2009 | Magic                                      | /                                        | Roman Perez       |
| 2009 | Send It On                                 | Miley Cyrus, Demi Lovato, Jonas Brothers | Michael Blum      |
| 2009 | Falling Down                               | come membro dei Selena Gomez & the Scene | Chris Dooley      |
| 2009 | Naturally                                  | come membro dei Selena Gomez & the Scene | Chris Dooley      |
| 2010 | Round & Round                              | come membro dei Selena Gomez & the Scene | Philip Andelman   |
| 2010 | A Year Without Rain                        | come membro dei Selena Gomez & the Scene | Chris Dooley      |
| 2010 | Un año sin lluvia                          | come membro dei Selena Gomez & the Scene | Chris Dooley      |
| 2011 | Who Says                                   | come membro dei Selena Gomez & the Scene | Chris Applebaum   |
| 2011 | Love You like a Love Song                  | come membro dei Selena Gomez & the Scene | Geremy Jasper     |
| 2011 | Hit the Lights                             | come membro dei Selena Gomez & the Scene | Philip Andelman   |
| 2012 | Hit the Lights (Versione alternativa)      | come membro dei Selena Gomez & the Scene | Philip Andelman   |
| 2013 | Come & Get It                              | /                                        | Anthony Mandler   |
| 2013 | Slow Down                                  | /                                        | Philip Andelman   |
| 2013 | Birthday                                   | /                                        | Ben Renschen      |
| 2014 | Hold On                                    | Ben Kweller                              | William H. Macy   |
| 2014 | The Heart Wants What It Wants              | /                                        | Dawn Shadforth    |
| 2015 | I Want You to Know                         | Zedd                                     | Brent Bonacorso   |
| 2015 | Good for You                               | /                                        | Sophie Muller     |
| 2015 | Good for You (Versione esplicita)          | ASAP Rocky                               | Sophie Muller     |
| 2015 | Same Old Love                              | /                                        | Michael Haussman  |
| 2016 | Hands to Myself                            | /                                        | Alek Keshishian   |
| 2016 | Kill Em with Kindness                      | /                                        | Emil Nava         |
| 2016 | We Don't Talk Anymore                      | Charlie Puth                             | Phil Pinto        |
| 2016 | Trust Nobody                               | Cashmere Cat, Tory Lanez                 | Jake Schreier     |
| 2017 | It Ain't Me                                | Kygo                                     | Philip R. Lopez   |
| 2017 | Bad Liar                                   | /                                        | Jesse Peretz      |
| 2017 | Fetish                                     | Gucci Mane                               | Petra Collins     |
| 2017 | Wolves                                     | Marshmello                               | Colin Tilley      |
| 2017 | Wolves (Versione verticale)                | Marshmello                               | Harry McNally     |
| 2018 | Back to You                                | /                                        | Scott Cudmore     |
| 2018 | Taki Taki                                  | DJ Snake, Ozuna, Cardi B                 | Jason Tammemägi   |
| 2019 | I Can't Get Enough                         | Benny Blanco, Tainy, J Balvin            | Jake Schreier     |
| 2019 | Lose You to Love Me                        | /                                        | Sophie Muller     |
| 2019 | Look at Her Now                            | /                                        | Sophie Muller     |
| 2020 | Rare                                       | /                                        | BRTHR             |
| 2020 | Lose You to Love Me (Versione alternativa) | /                                        | Sophie Muller     |
| 2020 | Look at Her Now (Versione alternativa)     | /                                        | Sophie Muller     |
| 2020 | Dance Again (Video performance)            | /                                        | Craig Murray      |
| 2020 | Boyfriend                                  | /                                        | Matty Peacock     |
| 2020 | Past Life                                  | Trevor Daniel                            | Vania Haymann     |
| 2020 | Ice Cream                                  | Blackpink                                | Seo Hyun-seung    |
| 2021 | De una vez                                 | /                                        | Los Pérez         |
| 2021 | Baila conmigo                              | Rauw Alejandro                           | Fernando Nogari   |
| 2021 | Baila conmigo (Versione alternativa)       | Rauw Alejandro                           | Fernando Nogari   |
| 2021 | Selfish Love                               | DJ Snake                                 | Rodrigo Saavedra  |
| 2021 | 999                                        | Camilo                                   | Sophie Muller     |
| 2022 | Let Somebody Go                            | Coldplay                                 | Dave Meyers       |
| 2022 | Calm Down (Remix)                          | Rema                                     | Charm La'Donna    |
| 2022 | My Mind & Me                               | /                                        | Alek Keshishian   |
| 2023 | Single Soon                                | /                                        | Philip Andelman   |
| 2024 | Love On                                    | /                                        | Gregory Ohrel     |
| 2025 | Call Me When You Break Up                  | Benny Blanco, Gracie Abrams              | Benny Blanco      |
| 2025 | Sunset Blvd                                | Benny Blanco                             | Petra Collins     |
| 2025 | Younger and Hotter Than Me                 | Benny Blanco                             | Jake Schreier     |
| 2025 | Talk                                       | Benny Blanco                             | Tony Yacenda      |

### Come attrice
| Anno | Titolo            | Artista/i                         | Regista        |
| ---- | ----------------- | --------------------------------- | -------------- |
| 2008 | Burnin' Up        | Jonas Brothers                    | Brendan Malloy |
| 2011 | The Dance Routine | The Midnight Beast                | Adam Barton    |
| 2013 | City of Angels    | Thirty Seconds to Mars            | Jared Leto     |
| 2015 | Bad Blood         | Taylor Swift feat. Kendrick Lamar | Joseph Kahn    |